# 녹빛의 아머
녹빛의 아머(일본어: 錆色のアーマ, RUSTED ARMORS)는 무대를 핵심으로 한 미디어 믹스 프로젝트.
만화, 애니메이션, 게임 등을 원작으로 한 이른바 '2.5차원 무대' 전개 방식과는 반대로 무대판이 먼저 생겨났고, 그로부터 다양한 미디어 믹스 전개를 도모해 나가는 '역2.5차원 무대' 프로젝트로 시동을 걸었다.
전란의 세상에서 천하통일을 꿈꾸는 남자들의 삶을 그린다. 또한 "아마"란 작중인 무기의 이름이다.